# Tư tưởng Tập Cận Bình
Tư tưởng Tập Cận Bình về chủ nghĩa xã hội với đặc sắc Trung Quốc trong thời đại mới (tiếng Trung: 习近平新时代中国特色社会主义思想, phiên âm Hán Việt: Tập Cận Bình tân thời đại Trung Quốc đặc sắc xã hội chủ nghĩa tư tưởng) là một tư tưởng chính trị của Tổng bí thư Ủy ban Trung ương Đảng Cộng sản Trung Quốc Tập Cận Bình. Khái niệm này được nói đến lần đầu tiên trong Đại hội Đảng Cộng sản Trung Quốc lần thứ 19. Tư tưởng này được phát triển dần dần từ năm 2012, khi Tập Cận Bình trở thành Tổng Bí thư Ủy ban Trung ương Đảng Cộng sản Trung Quốc, Chủ tịch nước Cộng hòa Nhân dân Trung Hoa (Lãnh đạo quốc gia tối cao). Đại hội Đảng thứ 19 đã bầu chọn và khẳng định tư tưởng này như là một điều lệ của Đảng Cộng sản Trung Quốc (CPC).
Lần đầu tiên Tập Cận Bình nhắc tới "Tư tưởng về chủ nghĩa xã hội đặc sắc Trung Quốc trong thời đại mới" là trong diễn văn khai mạc Đại hội Đảng Cộng sản Trung Quốc vào tháng 10 năm 2017. Tập thể Ban Thường vụ Bộ Chính trị sau khi xem xét bài diễn văn quan trọng này, đã đưa tên "Tập Cận Bình" vào trước từ "Tư tưởng".
Bản thân Tập Cận Bình đã mô tả tư tưởng này như là một phần của hệ tư tưởng lớn được xây dựng từ Chủ nghĩa xã hội đặc sắc Trung Quốc, một khái niệm của Đặng Tiểu Bình đưa Trung Quốc vào "giai đoạn chính của chủ nghĩa xã hội." Trong các tài liệu chính thức của đảng và tuyên bố của các đảng viên khác, Tư tưởng này được cho là sự tiếp nối của Chủ nghĩa Marx-Lenin, Tư tưởng Mao Trạch Đông, Lý luận Đặng Tiểu Bình, "Thuyết ba đại diện", và Quan điểm phát triển khoa học, như là một phần của một loạt các tư tưởng lãnh đạo với sự kết hợp "Chủ nghĩa Mác áp dụng vào hoàn cảnh Trung Quốc" và những cân nhắc trong thời kỳ hiện đại.
Ngày 24 tháng 10 năm 2017, trong phiên họp bế mạc, Đại hội Đảng Cộng sản Trung Quốc lần thứ 19 đã thống nhất đưa tư tưởng này vào Điều lệ Đảng Cộng sản Trung Quốc.

## Các nội dung chính
- Xác định rõ và phát triển chủ nghĩa xã hội đặc sắc Trung Quốc, nhiệm vụ tổng thể là thực hiện hiện đại hóa xã hội chủ nghĩa và chấn hưng vĩ đại của dân tộc Trung Hoa, hay còn gọi là Giấc mộng Trung Hoa dựa trên cơ sở xây dựng một xã hội khá giả, dựa trên hai bước xây dựng đến giữa thế kỷ này trở thành một cường quốc hiện đại hóa xã hội chủ nghĩa thịnh vượng, dân chủ văn minh tốt đẹp; rất nhiều học giả và nhà nghiên cứu nước ngoài cho đây là học thuyết thúc đẩy chủ nghĩa dân tộc Hán.[6][7]
- Xác định rõ mâu thuẫn chủ yếu của xã hội chủ nghĩa thời đại mới là mâu thuẫn giữa nhu cầu cuộc sống tốt đẹp ngày càng tăng của nhân dân với sự phát triển không cân bằng, không đầy đủ, và không ngừng thúc đẩy sự phát triển toàn diện vì sự thịnh vượng chung của tất cả mọi người.
- Xác định chủ nghĩa xã hội mang màu sắc Trung Quốc là "năm trong một", bố trí chiến lược là "bốn toàn diện", nhấn mạnh đường tự tin vững chắc, tự tin về lý thuyết, hệ thống tự tin, văn hóa tự tin.
- Xác định rõ mục tiêu của việc cải cách sâu rộng toàn diện là hoàn thiện và phát triển hệ thống xã hội chủ nghĩa với đặc thù của Trung Quốc và thúc đẩy hiện đại hoá hệ thống quản trị nhà nước và năng lực quản trị.
- Xác định rõ và toàn diện thúc đẩy mục tiêu điều hành đất nước theo luật pháp là xây dựng một chế độ pháp quyền xã hội chủ nghĩa có đặc điểm Trung Quốc và xây dựng một quốc gia xã hội chủ nghĩa pháp trị.
- Xác định rõ mục tiêu mạnh mẽ của đảng trong thời đại mới là xây dựng quân đội nhân dân tuân theo sự chỉ đạo của đảng, giành chiến thắng và làm việc tốt, xây dựng quân đội nhân dân thành một đội quân đẳng cấp thế giới.
- Xác định rõ quan hệ ngoại giao với đặc thù Trung Quốc để thúc đẩy xây dựng quan hệ quốc tế mới, thúc đẩy xây dựng cộng đồng vận mệnh nhân loại.
- Xác định rõ đặc trưng bản chất nhất của chủ nghĩa xã hội mang màu sắc Trung Quốc là sự lãnh đạo của Đảng Cộng sản Trung Quốc, ưu thế lớn nhất của chế độ xã hội chủ nghĩa mang màu sắc Trung Quốc là sự lãnh đạo của Đảng Cộng sản Trung Quốc, Đảng là lực lượng lãnh đạo chính trị tối cao, đưa ra yêu cầu chung xây dựng đảng thời đại mới, đánh dấu vị trí quan trọng của xây dựng chính trị trong việc xây dựng đảng.[8]